# 13350 Gmelin
13350 Gmelin este un asteroid din centura principală de asteroizi.

## Descriere
13350 Gmelin este un asteroid din centura principală de asteroizi. A fost descoperit pe 20 septembrie 1998 la Observatorul La Silla de Eric Walter Elst. El prezintă o orbită caracterizată de o semiaxă mare de 3,21 ua, o excentricitate de 0,07 și o înclinație de 9,2° în raport cu ecliptica.